# Abdul Jalil Shah I di Johor
Abdul Jalil Shah I di Johor (1562 – Kota Panjor, 1571) è stato sultano di Johor dal 1570 al 1571. Morì, secondo alcuni, avvelenato.